# John Warburton (acteur)
Pour les articles homonymes, voir John Warburton.
John Warburton est un acteur britannique né le 18 juin 1899 à Maghull (Angleterre), et mort le 27 octobre 1981 à Sherman Oaks, Californie (États-Unis)

## Biographie
Il a épousé Lucille Morrison le 15 septembre 1935.

## Filmographie

### Cinéma
- 1932 : Secrets of the French Police : Leon Renault
- 1932 : The Silver Lining d'Alan Crosland : Larry Clark
- 1933 : A Study in Scarlet d'Edwin L. Marin : John Stanford
- 1933 : Cavalcade (Cavalcade) de Frank Lloyd : Edward Marryot
- 1933 : Charlie Chan's Greatest Case de Hamilton MacFadden : John Quincy Winterslip
- 1933 : Dans la purée de Londres (Blind Adventure) de Ernest B. Schoedsack : Reggie
- 1933 : Love Is Dangerous de Richard Thorpe : Steve
- 1934 : Let's Talk It Over : Alex Winters
- 1935 : Becky Sharp de Rouben Mamoulian et Lowell Sherman : Beau Brummel (non crédité)
- 1935 : Dizzy Dames : Rodney Stokes
- 1938 : Nuits de bal (The Sisters) d'Anatole Litvak : Anthony Bittick
- 1938 : Partners of the Plains (en) de Lesley Selander : Ronald Harwood
- 1939 : Capitaine Furie (Captain Fury) de Hal Roach : Bob
- 1943 : L'Intrigante de Saratoga (Saratoga Trunk) de Sam Wood : Bartholomew Van Steed
- 1944 : Le mariage... une affaire privée : Chris (non crédité)
- 1944 : Les Blanches Falaises de Douvres (The White Cliffs of Dover) de Clarence Brown : Reggie Ashwood
- 1944 : Les Cuistots de Sa Majesté (Nothing But Trouble) de Sam Taylor : Ronetz
- 1945 : Agent secret (Confidential Agent) de Herman Shumlin : Neil Forbes
- 1945 : Dangereuse Association (Dangerous Partners) d'Edward L. Cahn : Clyde Ballister
- 1945 : L'Intrigante de Saratoga (Saratoga Trunk) de Sam Wood : Bartholomew Van Steed
- 1945 : La Vallée du jugement (The Valley of Decision) de Tay Garnett : Giles, comte de Moulton
- 1947 : Living in a Big Way de Gregory La Cava : 'Skippy' Stuart Simms
- 1947 : Tarzan et la Chasseresse (Tarzan and the Huntress) de Kurt Neumann : Carl Marley
- 1952 : Les Rois du rodéo (Bronco Buster) de Budd Boetticher : Crawford (non crédité)
- 1953 : Complot dans la jungle : Col. Burke
- 1953 : La Cité sous la mer (City Beneath the Sea) de Budd Boetticher : Capitaine Clive
- 1953 : À l'est de Sumatra (East of Sumatra) de Budd Boetticher : Craig Keith
- 1955 : Headline Hunters de William Witney : Harvey S. Kevin
- 1959 : Comment dénicher un mari (The Mating Game) de George Marshall  : Marshall (non crédité)
- 1960 : Du haut de la terrasse (From the Terrace) de Mark Robson : Partner (non crédité)
- 1962 : Secret File: Hollywood : Jimmy Cameron
- 1965 : Un caïd (King Rat) de Bryan Forbes : Le Commandant
- 1966 : Le Hold-up du siècle (Assault on a Queen) de Jack Donohue : le directeur de la banque

### Courts-métrages
- 1935 : The Infernal Triangle
- 1936 : A Girl's Best Years

### Télévision

#### Séries télévisées
- 1950-1954 : Fireside Theatre (en) : Jason / Critic / Dick / ...
- 1952 : Dangerous Assignment : 'Mike'
- 1952 : Mr. & Mrs. North : Blair Martin
- 1954 : The George Burns and Gracie Allen Show (en) : Dan Hubbard
- 1955 : Adventures of the Falcon : Bill Grace
- 1955 : Four Star Playhouse : Col. Ramsey
- 1955 : Stage 7 : Steve Babcock / District Attorney McHugh
- 1955-1956 : Passport to Danger : Ray Harmon
- 1956 : Chevron Hall of Stars
- 1956 : Judge Roy Bean (en) : Jim Conley / Dan Bender / Chuck Tilden / ...
- 1956 : Le Comte de Monte-Cristo (en) : Debray
- 1957 : The Adventures of Jim Bowie : Hilker Williams
- 1959 : Behind Closed Doors : Janick aka John Gregory
- 1959 : The Californians : Cyrus Draton
- 1959 : Tightrope! (en) : Capitaine Graves
- 1961 : Riverboat : Gabe
- 1961 : Shotgun Slade : the Sheriff
- 1961 : The Case of the Dangerous Robin
- 1961 : The Donna Reed Show : Professor Warren
- 1962 : Perry Mason : Mr. Campion
- 1965 : Gunsmoke : Judge Danby
- 1966 : Star Trek : The Centurion
- 1967 : Les Mystères de l'Ouest : Col. Royce Arnette
- 1972 : Search : Mr. Thomas